# تومب رايدر ثلاثة
تومب رايدر الجزء الثالث هي لعبة مغامرات صدرت عن التصميم الأساسية ونشرت من قبل شركة Eidos التفاعلية. صدر في الأصل لعبة كمبيوتر وبلاي ستيشن في نوفمبر 1998 وعلى شبكة بلاي ستيشن في عام 2009 في أمريكا، قصة اللعبة هي ان لارا كروفت تبحث عن أربعة نيازك المبعثرة في أنحاء العالم. بيعت حوالي 6500000 نسخة في جميع أنحاء العالم،

## وصلة خارجية
- تومب رايدر ثلاثة على موقع IMDb (الإنجليزية)

- Tomb Raider III على موبي غيمز